# Белинский (герб)

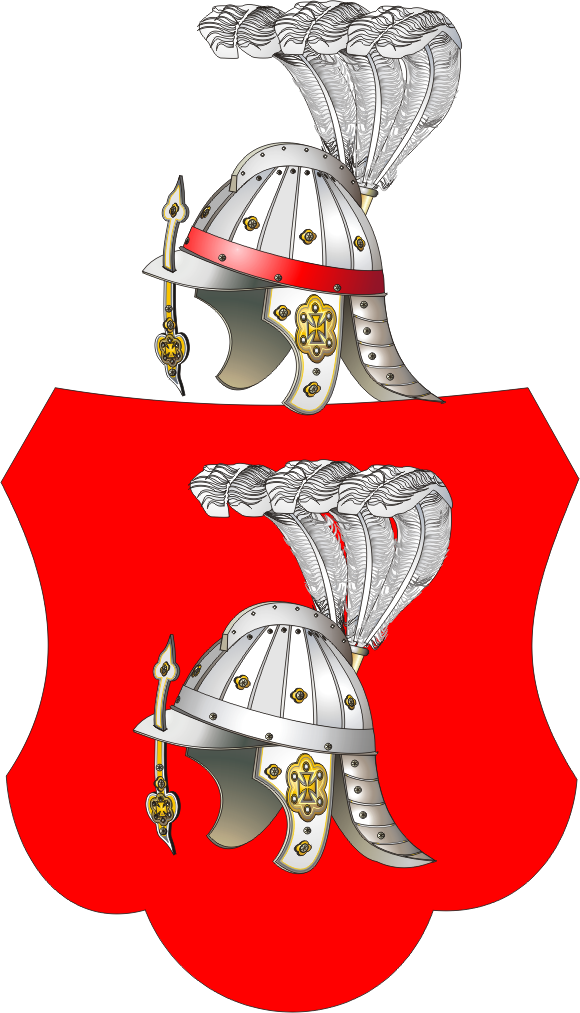
Герб Белинский по версии Ю. Островского

Белинский (пол. Bieliński, Bieleński) — польский дворянский герб.

## Происхождение
Вариация герба Хелм . 
Известен с 1557 года, присвоен королём Сигизмундом II Августом Габриэлю (Гавриле) Белинскому.
Францишек Пекосинский : 

...1557, в Вильне, дня 6 декабря. Король на просьбу Яна Дершняка, войского самборского, дворянина и секретаря королевского, присваивает Габриэлю или иначе Гавриле Белинскому шляхетство, а также герб...                                                                                                                               (перевод с польск.)

## Описание
Юлиуш Островский : 

В поле червоном шлем открытый с гребнем и перьями белыми. Над щитом такой же шлем с перевязью червоной.                                                                                                           (перевод с польск.)

## Роды — носители герба
Белинский (Bieliński – Bieleński) .